# Estação de Ryūmai
A Estação de Ryūmai (竜舞駅, Ryūmai-eki, em japonês) é uma estação de trem localizada no distrito comercial de Ōta, Gunma, Japão.

## Linhas
Tobu Railway
 Linha Tobu Koizumi (TI-47)

## História
A Estação Ryūmai foi inaugurada em 10 de maio de 1942. Um novo prédio da estação foi concluído em 2008.
A partir de 17 de março de 2012, a numeração das estações foi introduzida em todas as linhas de Tōbu, com a Estação Ryūmai se tornando "TI-47".

## Layout da estação
A estação consiste em uma única plataforma de ilha conectada ao prédio da estação por uma passarela.

### Plataformas
| Plataformas | Linha         | Destino             |
| ----------- | ------------- | ------------------- |
| 1           | LInha Koizumi | por Higashi-koizumi |
| 2           | LInha Koizumi | por Ōta             |

## Instalações ao redor da estação
- SUBARU Planta Oizumi
- Izumi Mart loja de Ryūmai（いずみマート龍舞店）
- Kantō Panel Kōgyō（関東パネル工業）
- Otomo Logistics Service Co., Ltd. Escritório de Vendas Ota(大友ロジスティクスサービス 太田営業所)
- Brlc [ja] loja de Ryūmai
- Parque Esportivo Ota [ja]